# Louis 'King' Garcia
Louis 'King' Garcia (Puerto Rico, 25 augustus 1905 - Los Angeles, 9 april 1983) was een Amerikaanse jazztrompettist.
Garcia werd vooral bekend als muzikant in de bands van de gebroeders Tommy en Jimmy Dorsey. Tijdens zijn highschool-tijd speelde hij in San Juan in de band van Manuel Tizol, een oom van de Ellington-trombonist Juan Tizol. Hij werkte voor het Victor Recording Orchestra en vestigde zich in het begin van de jaren twintig in Amerika. Halverwege de jaren twintig speelde hij in de Original Dixieland Jazz Band, daarna toerde hij met het orkest van Emil Coleman. Tijdens zijn tijd bij de Dorseys maakte hij plaatopnames onder eigen naam, met de band Louis „King“ Garcia & His Swingband, voor Bluebird. Een van de liedjes die hij toen opnam, het in die tijd populaire Chu Berry/Andy Razaf-nummer 'Christopher Columbus' haalde de 16de plaats in de Amerikaanse hitparade. In zijn studioband speelden o.a. Herbie Haymer, Adrian Rollini, Joe Marsala en Carmen Mastren.
Garcia was ook actief in de band van Ben Selvin, het Vic Berton Orchestra (1935), de dansband van Richard Himbers (1936) en de groep van Nat Brandwyne. In 1939 was hij lid van de bigband van Louis Prima. In de jaren veertig keerde hij terug naar het orkest van Emil Coleman, verder werkte hij overwegend als studiomuzikant, onder meer voor zangeres Amanda Randolph. Eind jaren veertig leidde hij korte tijd een Latin-band. Hij verliet op een gegeven moment Californië en gaf zijn beroep als muzikant op toen zijn gezondheid dat niet meer toeliet.